# Historique des indicatifs régionaux du Connecticut
Cet article décrit les étapes de l'introduction des indicatifs régionaux du Plan de numérotation nord-américain dans l'État du Connecticut aux États-Unis.

## Historique
De 1947 (date de l'implantation du Plan de numérotation nord-américain) au 28 août 1995, l'indicatif 203 couvrait tout l'État du Connecticut. Cet indicatif est l'un des indicatifs originaux du Plan de numérotation nord-américain. 
Le 28 août 1995, une scission de l'indicatif 203 a créé l'indicatif 860. L'indicatif 203 a été réduit à la partie sud-ouest de l'État alors que l'indicatif 860 couvrait le reste de l'État.
Le 12 décembre 2009, l'indicatif 245 a été introduit par chevauchement de l'indicatif 203.
L'indicatif 959 sera introduit par chevauchement de l'indicatif 860 à une date non encore déterminée.

## Référence
1. ↑  « Regulators Have Area Code Plan »(Archive.org • Wikiwix • Archive.is • Google • Que faire ?) Hartford Courant, August 1999